# Universidade de Helsinque
A Universidade de Helsinque ou Universidade de Helsínquia (em finlandês Helsingin yliopisto; em sueco Helsingfors universitet;) é uma instituição de ensino superior localizada na cidade de Helsinque, Finlândia.                                                                                                                                           É a maior e mais antiga universidade do país, com a maior quantidade de disciplinas disponível.                                                                                                                                           Há cerca de 31 600 estudantes, incluindo outros 4 548 em pós-graduação, que estão atualmente matriculados.
A Universidade foi originalmente fundada na cidade de Turku, em 1640, então parte do Império Sueco, como a "Real Academia de Turku". Porém, foi transferida para Helsinque em 1829.
Linus Torvalds fez o seu mestrado e criou o Linux nesta universidade.
Em 30 de abril de 2019, a universidade foi agraciada com a insígnia da Ordem de Rio Branco pelo governo brasileiro.